# Verònica (santa)
Verònica o Berenice, segons l'Acta Sanctorum publicada pels bol·landistes, era una dona pietosa de Jerusalem que, moguda per la compassió envers Jesús, que carregava la seva creu camí del Gòlgota, li va donar el seu vel per poder eixugar-se el front. Jesús acceptà l'oferiment i, després de fer-lo servir, l'hi retornà amb la imatge de la seva cara miraculosament impresa al vel.
No hi ha cap referència a la Verònica als Evangelis canònics, però. El nom Verònica és una llatinització de Berenice (en grec Βερενίκη), un nom macedoni, que significa "portador de victòria". L'etimologia popular, però, ha atribuït el seu origen a les paraules veritable (del llatí vera) i imatge (del grec εικόνα), "vera icona", referint-se a la imatge del rostre de Crist.
En realitat, es tracta d'un personatge llegendari, protagonista d'una llegenda elaborada, a partir d'algunes dades antigues, durant l'alta edat mitjana.

## Origen i elaboració de la llegenda
Als evangelis, l'episodi més similar és el de la dona que fou sanada en tocar la vora de la túnica de Jesús (Lluc 8, 43–48). La tradició posterior identifica aquesta dona amb la Verònica, com consta en els Actes de Pilat, un dels apòcrifs.
Aquesta història es reelabora a partir del segle vi amb la llegenda del guariment de l'emperador Tiberi mitjançant un retrat de Crist. Tiberi, malalt, sent parlar d'un sanador palestí anomenat Jesús i envia a cercar-lo; Crist, però, ja ha estat crucificat i el missatge troba que una dona, Verònica, que havia estat guarida en tocar-ne el vestit, en té un retrat. La visió d'aquesta imatge guarirà l'emperador.
La llegenda es va fer molt popular durant l'edat mitjana. Les primeres versions de la llegenda parlen d'un retrat pintat, que la dona havia fet fer per recordar Jesús. Amb el temps es vinculà la llegenda a la Passió i es consolidà la versió que el retrat era miraculós, originat a l'episodi de la Verònica eixugant el rostre de Crist. Aquesta versió apareix cap al 1380 al llibre Meditationes Vita Christi. i es difon per tot Europa.
Tradicions posteriors fan que la dona, en morir Crist, es consagrés a predicar el seu missatge i viatgés a Europa. En arribar a Roma, hi deixà el vel i marxà a la Gàl·lia, on evangelitzà el país, a Soulac i Amadour. La mateixa tradició la fa esposa de Sant Amador.

## Veneració
L'episodi s'inclogué en el Via Crucis com a sisena estació, que consagra la figura de la dona que eixuga el rostre de Jesús. El vel de la Verònica s'anomenà popularment Santa Faç.
Santa Verònica protagonitza algunes de les visions místiques de la monja carmelita Maria de Sant Pere, que vivia a Tours (França) i va iniciar la veneració a la Santa Faç de Jesús. El 1844, la germana Maria va declarar que en una visió veia Santa Verònica netejant la sang i el fang de la cara de Jesús amb el seu vel en el camí al Calvari. Afegia que Jesús li havia demanat que es venerés la seva imatge per reparar els actes sacrílegs i blasfems. Per aquesta raó els actes de reparació de Jesús són equiparats a l'acció de la Verònica en eixugar la cara de Jesús.
La dedicació a la Vera Icona va ser aprovada per Lleó XIII el 1885. Santa Verònica es commemora 12 de juliol.

### Relíquies
Diverses esglésies diuen tenir part o tot el vel de la Verònica: Sant Pere del Vaticà, la catedral de Jaén, el Monestir de la Santa Faç d'Alacant, i d'altres.

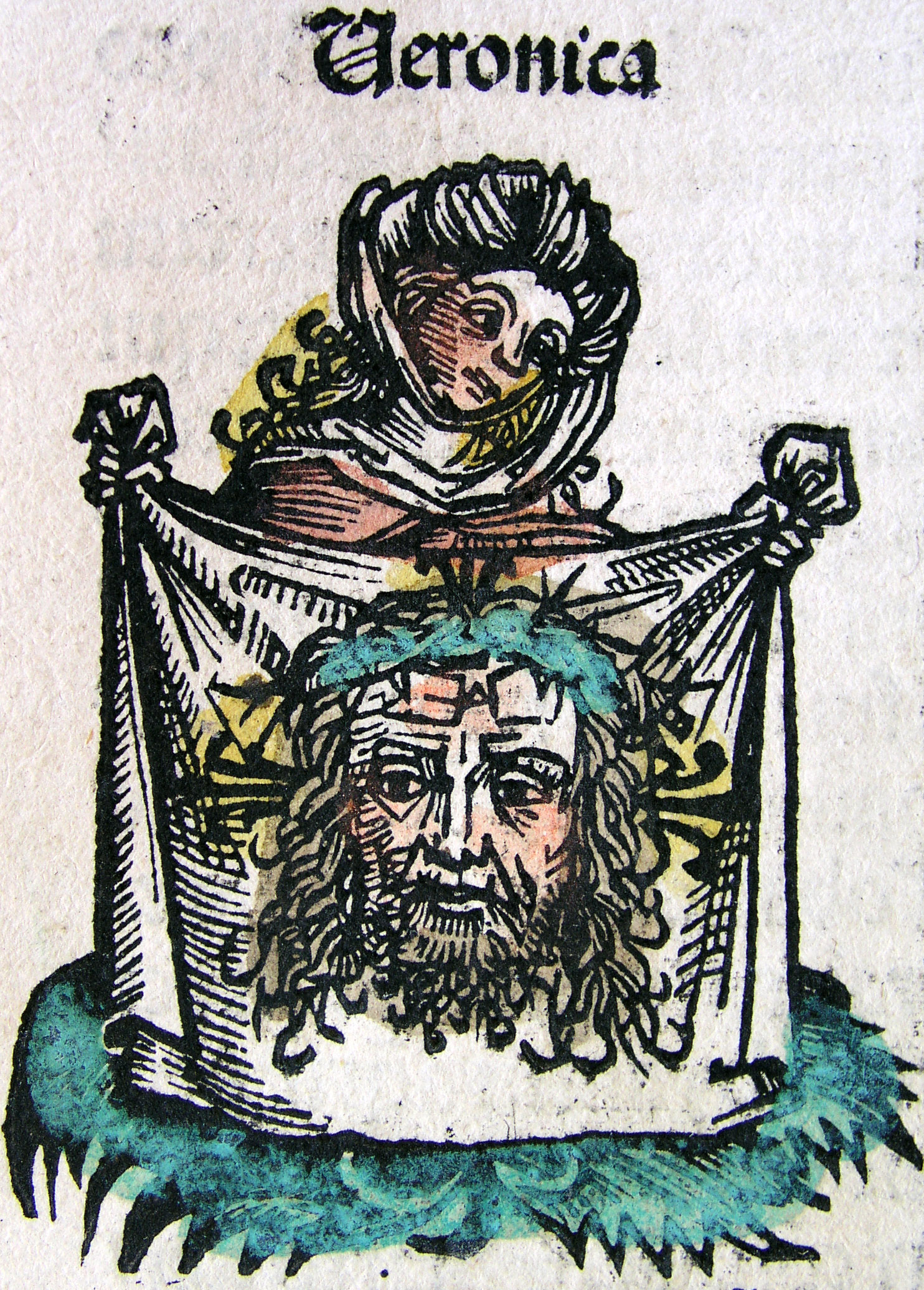
Xilografia a la Crònica de Nuremberg (1484)
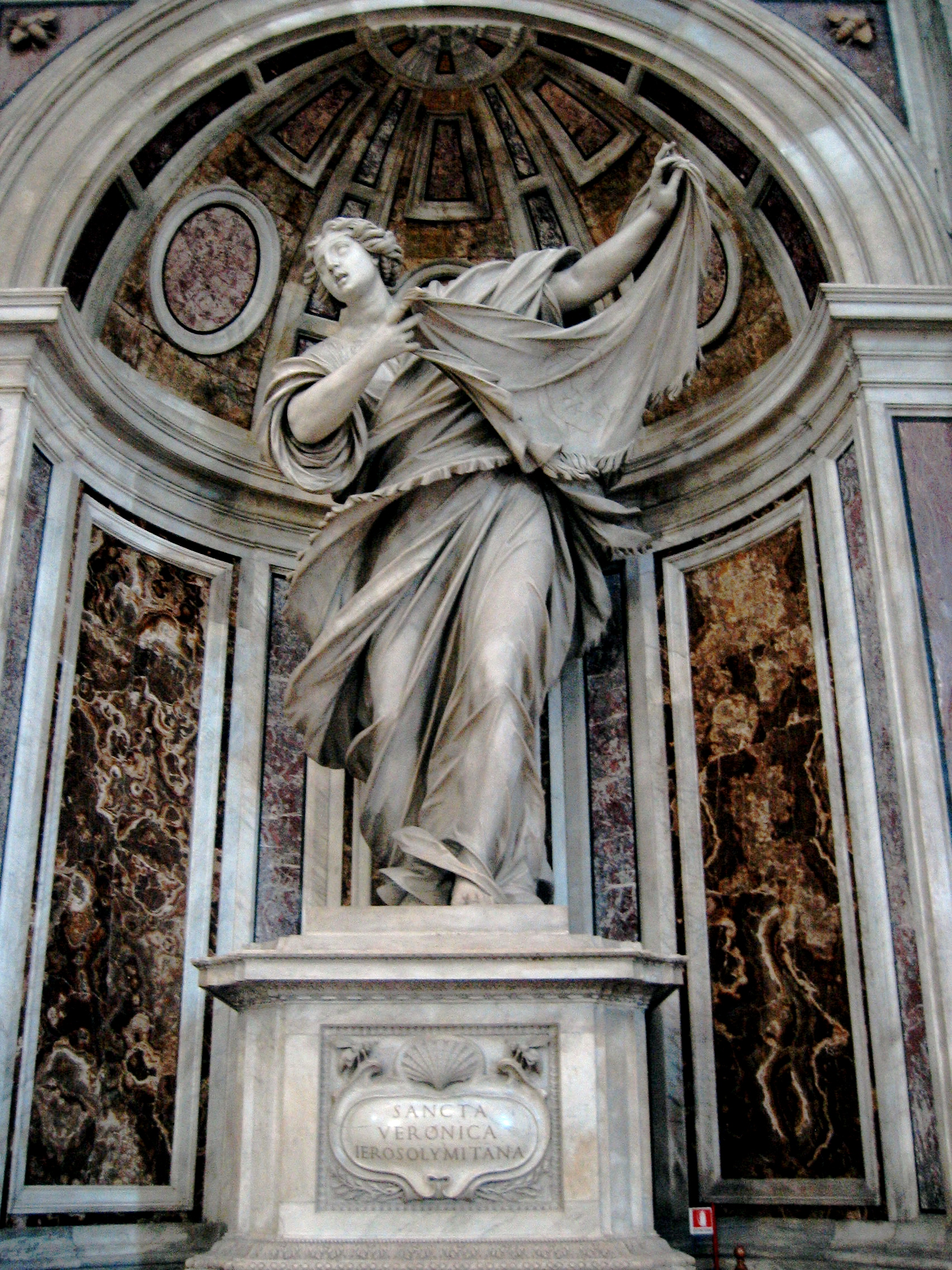
Escultura de la Verònica a la Basílica de Sant Pere del Vaticà
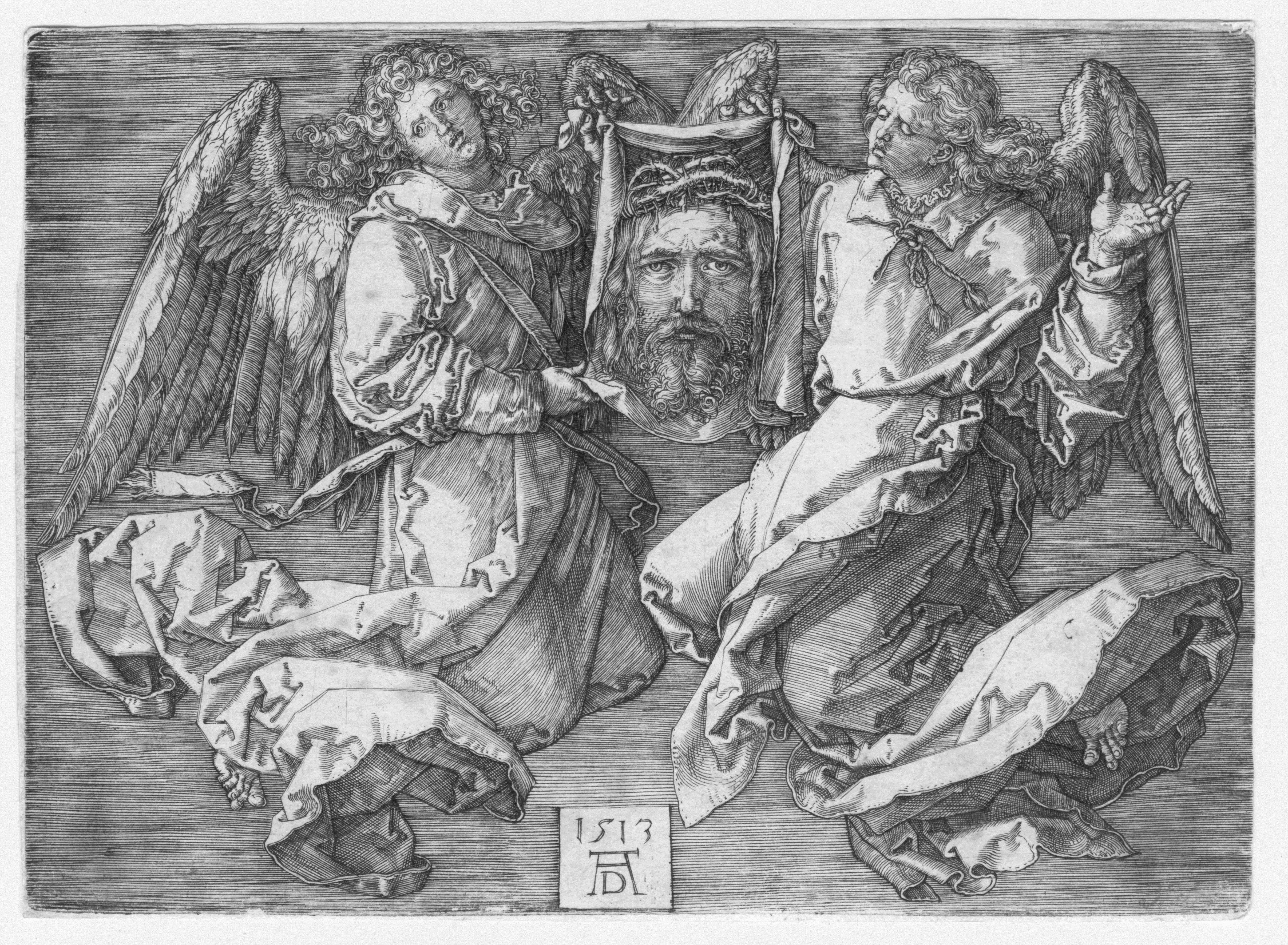
Verònica d'Albrecht Dürer (1513)

## La Verònica en la cultura popular
La pel·lícula de Mel Gibson La Passió de Crist (2004) inclou una escena de Verònica eixugant la cara de Jesús, encara que no se l'anomena així a la pel·lícula (el personatge s'anomena Seraphia).